# Jan Lemański

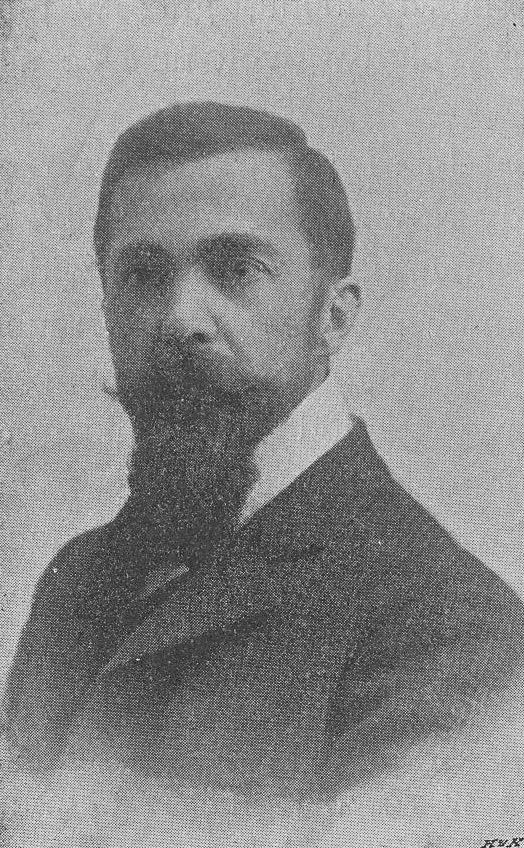
Jan Lemański

Jan Lemański  (* 7. Juli 1866 in Głażewo bei Płock; † 11. November 1933 in Warschau) war ein polnischer Schriftsteller, Satiriker und Fabeldichter. Er gehörte zum Kreis der Dichter der Młoda Polska (Junges Polen).

## Leben
Ausgebildet wurde er in der Sekundarschule in Płock und anschließend in der juristischen Fakultät der Universität Warschau.
Ab dem Jahr 1894 veröffentlicht er kleine Arbeiten in Warschauer Blättern.
In den Jahren 1901–1907 war er Redakteur der literarischen Zeitschrift Chimera, in der er oft seine Werke veröffentlichte.
Seine Ehefrau war die Dichterin und Literaturkritikerin Maria Komornicka (1876–1949).
Während der Zeit nach dem Ersten Weltkrieg arbeitete er als Beamter des Innenministeriums, am Ende seines Lebens als Filmzensor. Dann zog er sich aus dem literarischen Leben zurück und verfasste keine Arbeiten mehr.
Die Jahre 1902–1905 gelten als seine fruchtbarste und künstlerisch beste Periode, mit der fantastischen Novelle Ofiara królewny (Opfer der Prinzessin, 1906) als Höhepunkt.

## Werke (Auswahl)
- (1902) Fabeln
- (1904) Ironische Prosa
- (1905) Kolloquien, oder Unterhaltungen
- (1906) Opfer der Prinzessin – fantastischer Roman
- (1906) Nowenna, oder 99 …(?)
- (1909) Urheberrecht
- (1910) Sage der Wahrheit
- (1911) Satirisches Gedicht Genesis
- (1912) Zoo
- (1916) Fabel der Tiere
- (1919?) Im Land der Sonne
- (1923) Zum Wohl! Nachkriegs-Fabeln (evtl.: Prost!, original: „Toast!“)
- (1914) Ausarbeitung Polnische Satire

In seinem Werk kann man Motive moralischer Satire erkennen. Er erstellt eine neue Art von Fabeln mit klaren Elementen, um etwas lächerlich zu machen. Lemańskis satirisches Werk kann als Vorläufer des literarischen Kabaretts Grüner Ballon (Zielony Balonik; siehe dazu auch Jama Michalika) gelten.